# Shafie Apdal
Mohd Shafie bin Apdal (jawi : محمد شافعي بن أفضل), né le 20 octobre 1957, est un homme politique malaisien.
Il est membre du Parlement de Malaisie pour la circonscription de Semporna depuis avril 1995, chef de l'opposition de l'État de Sabah depuis septembre 2020 et membre de l'Assemblée législative de l'État de Sabah (en) pour la circonscription de Senallang (en) depuis mai 2018. Il est le 15e ministre en chef de Sabah (en) et le ministre d'État des finances de Sabah (en) de mai 2018 à septembre 2020, ainsi que ministre du Développement rural et régional (en) d'avril 2009 à juillet 2015 et vice-président du parti politique Organisation nationale des Malais unis. Depuis octobre 2016, il est le premier président et président fondateur du Parti de l'héritage (WARISAN).